# Kleine Gavers
Kleine Gavers is een natuurgebied in de Vlaamse gemeente Deerlijk. Het heeft een oppervlakte van 6 hectare en vormt een uithoek van de Gaverdepressie, tussen de N36 (ringlaan) en de De Cassinastraat, ter hoogte van de Lisdoddelaan. Natuurpunt Gaverstreke, de provincie West-Vlaanderen en de gemeente Deerlijk kochten de percelen aan.
Op 1 januari 2023 neemt Natuurpunt het gebied in beheer, in samenwerking met de kinderboerderij Bokkeslot uit Deerlijk. Een fiets- en wandelpad loopt door het gebied en verbindt Deerlijk met de ‘grote’ Gavers.
Met een nieuwe waterkering aan de N36 wordt het waterpeil geregeld. Door het opgehouden water vult het grondwater weer aan en ontstaat een waterrijke vlakte. De natte weides worden zo een ideale biotoop voor steltlopers, uniek in Zuid-West-Vlaanderen.
De graslanden zullen het jaar rond nat blijven en op die manier watervogels aantrekken. In de zomer zou het gebied een broedplaats kunnen worden voor soorten als kleine plevier en kievit. ’s Winters kan het een thuis worden voor enkele soorten eenden, watersnippen en kieviten. Er wordt gehoopt dat ook witgatjes, wintertalingen en smienten komen overwinteren. Zeker is dat hier reigers zoals de grote zilverreiger zullen overwinteren, op een boogscheut van het Reigersbos. Dit bos maakt deel uit van het provinciedomein De Gavers en herbergt de enige reigerkolonie in Zuid-West-Vlaanderen. Tijdens de trekperiode kunnen grutto’s, tureluurs, kemphanen en zomertalingen het gebied gebruiken als tankplaats.
Op de weilanden zullen weidebloemen bloeien, zoals de pinksterbloem. De voormalige afwateringsgrachten werken een moerasvegetatie in de hand. Rietzones zullen vogelsoorten herbergen als kleine karekiet, met later rietgors, rietzanger en waterral.